# Corning (Nowy Jork)
Corning – miasto w Stanach Zjednoczonych, w stanie Nowy Jork, nad rzeką Chemung River. Liczy 10 842 mieszkańców (2000).

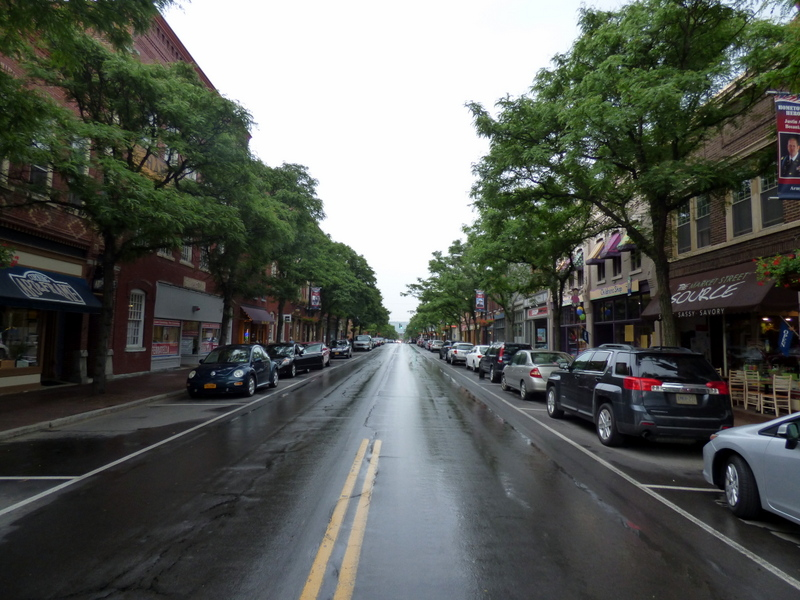
Ulica Market w Corning
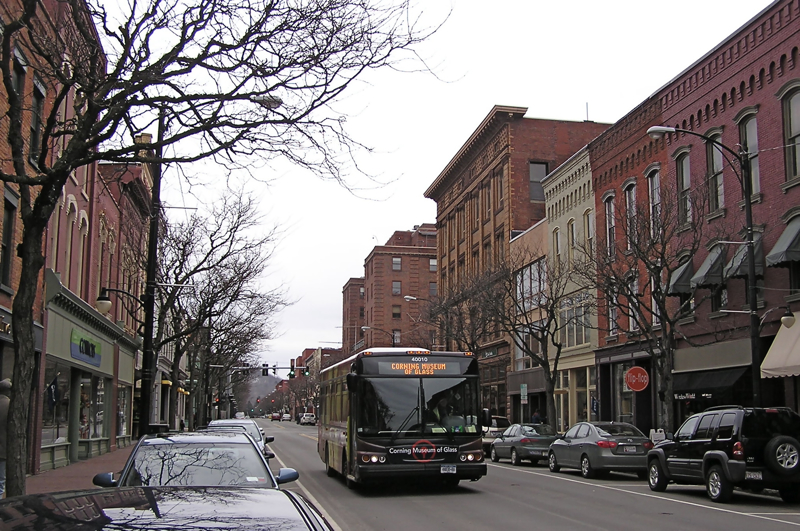
Centrum Corning
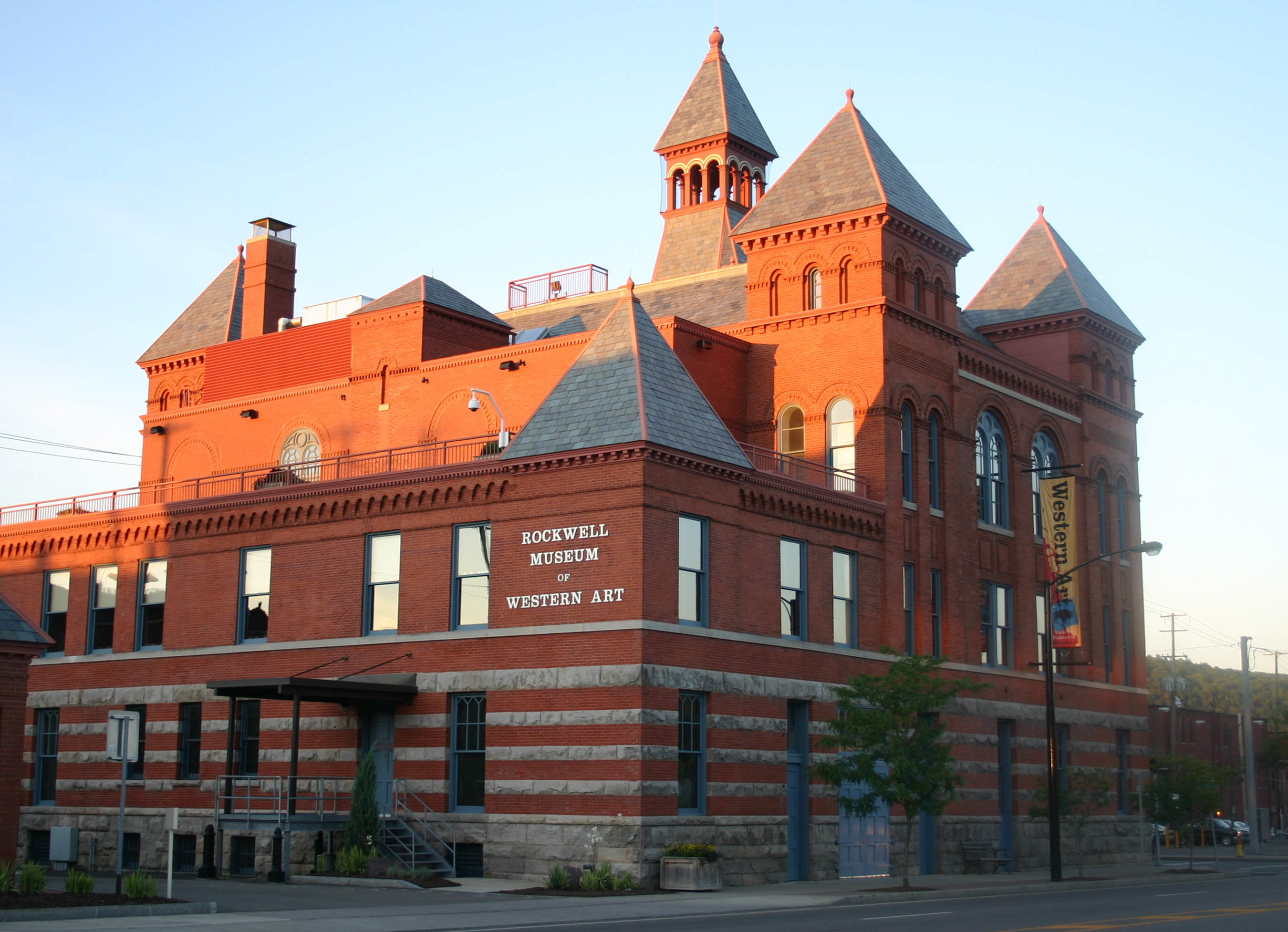
Muzeum Rockwell

## Miasta partnerskie
- Lwów, Ukraina
- Kakegawa, Japonia
- San Giovanni Valdarno, Włochy